# Belo Horizonte
Belo Horizonte [ˌbɛlu.oɾiˈzõtʃi] (deutsch Schöner Horizont, amtlich portugiesisch Município de Belo Horizonte) ist die Hauptstadt des Bundesstaats Minas Gerais, liegt im Südosten des Landes und gehört zu den wichtigsten Städten Brasiliens.
Mit einer Bevölkerung von etwas über zweieinhalb Millionen Einwohnern (2021) ist Belo Horizonte, oder „BH“ (sprich „be-agah“), wie es häufig genannt wird, ein Wirtschafts- und Kulturzentrum.

## Geschichte
Der Ort wurde von einem Goldsucher aus São Paulo namens João Leite da Silva Ortiz gegründet. Er war in die Region gekommen, fand ein akzeptables Klima vor und entschloss sich zur Gründung eines Bauernhofs mit dem Namen Curral Del Rey (veraltetes Portugiesisch für „Corral (Umzäunung, Pferch) des Königs“). Die Prosperität des Bauernhofs zog mehr Leute in die Region.
Als Brasilien 1889 Republik wurde, wählte man Curral Del Rey zur neuen Hauptstadt von Minas Gerais. Es löste damit Ouro Preto in dieser Funktion ab. Den Namen Belo Horizonte und den Status als Hauptstadt erhielt die Stadt aber erst am 12. Dezember 1897, der somit als amtliches Geburtsdatum der Stadt gilt.
Die Straßen von Belo Horizonte wurden durch den Stadtplaner Aarão Reis in einem schachbrettartigen Muster mit diagonal verlaufenden Hauptalleen geplant. Da die Straßen nach Persönlichkeiten und Indianergruppen aus der brasilianischen Geschichte einerseits und Regionen Brasiliens andererseits benannt wurden, kann man sich in der Innenstadt auch heute noch mit entsprechenden Kenntnissen in Geografie und Geschichte Brasiliens orientieren. Das rasche Wachstum der Stadt, besonders in den letzten 20 Jahren des 20. Jahrhunderts, überrundete jedoch seine Planung bei weitem und die Stadt steht jetzt großen Infrastrukturproblemen gegenüber. Ungefähr 20 Prozent der Bevölkerung haben keinen Zugang zur Kanalisation.
Seit Januar 2017 ist der Unternehmer Alexandre Kalil Bürgermeister von Belo Horizonte.

## Demografie
| Jahr | Einwohnerzahl |
| ---- | ------------- |
| 1991 | 2.013.257     |
| 2000 | 2.238.526     |
| 2010 | 2.375.151     |
| 2021 | 2.530.701     |

## Wirtschaft
In der Metropolregion von Belo Horizonte (mit den Orten Betim, Sete Lagoas und Contagem) befinden sich die meisten Industriebetriebe von Minas Gerais. Es handelt sich meist um verarbeitende Betriebe der Metallindustrie und der Textilindustrie. In Betim betreibt der italienische Automobilbauer Fiat ein Werk. Die deutsche Auslandshandelskammer ist in Belo Horizonte mit einer Zweigstelle vertreten.
Laut einer Studie aus dem Jahr 2014 erwirtschafte der Großraum Belo Horizonte ein Bruttoinlandsprodukt von 84,87 Milliarden US-Dollar in Kaufkraftparität. In der Rangliste der wirtschaftsstärksten Metropolregionen weltweit belegte die Stadt damit den 156. Platz. Das BIP pro Kopf liegt bei 15.134 US-Dollar (KKP).

## Verkehr
Die Hauptlast des öffentlichen Nahverkehrs in Belo Horizonte wird durch Busse getragen, die auf den großen Hauptverkehrsachsen teilweise über eigene Busspuren verfügen (Bus Rapid Transit). Es gibt zudem eine oberirdisch verlaufende S-Bahn-Linie (metrô terrestre).
Belo Horizonte verfügt über zwei Flughäfen. Der etwa neun Kilometer vom Stadtzentrum entfernte Flughafen Pampulha (PLU/SBBH) bedient Inlandsverbindungen zu zahlreichen brasilianischen Städten. Im Jahr 2002 wurden hier rund 89.000 Flugzeugbewegungen registriert und etwa drei Millionen Passagiere abgefertigt. Der internationale Flughafen Tancredo Neves (CNF/SBCF) in Confins ist der internationale Flughafen der Stadt. Er liegt ca. 40 km nördlich der Stadt und wird über die Autobahn „linha verde“ (grüne Strecke) mit dem Stadtzentrum verbunden.

## Sehenswürdigkeiten
Im Stadtteil Pampulha befindet sich eine Ansammlung wichtiger Gebäude, besonders die Igreja de São Francisco de Assis (Franziskuskirche), entworfen vom berühmten brasilianischen Architekten der modernen Schule, Oscar Niemeyer. In Pampulha befindet sich auch das größte Fußballstadion von Minas Gerais, das Mineirão.
Sehenswert sind auch der Mangabeiras-Park und der Stadtpark. Der erste liegt in der Südstadt und verfügt über einen weiten Blick über die Metropole.

## Galerie

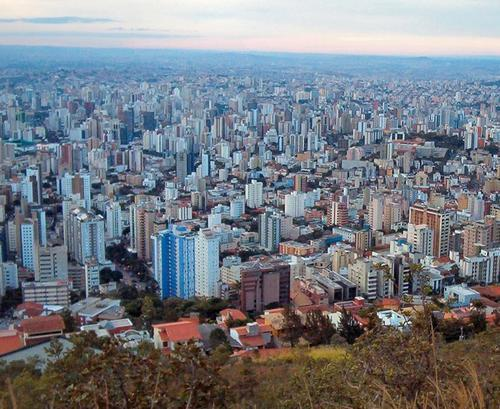
Panorama
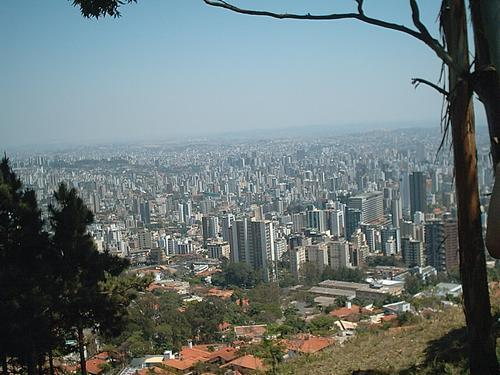
Panorama
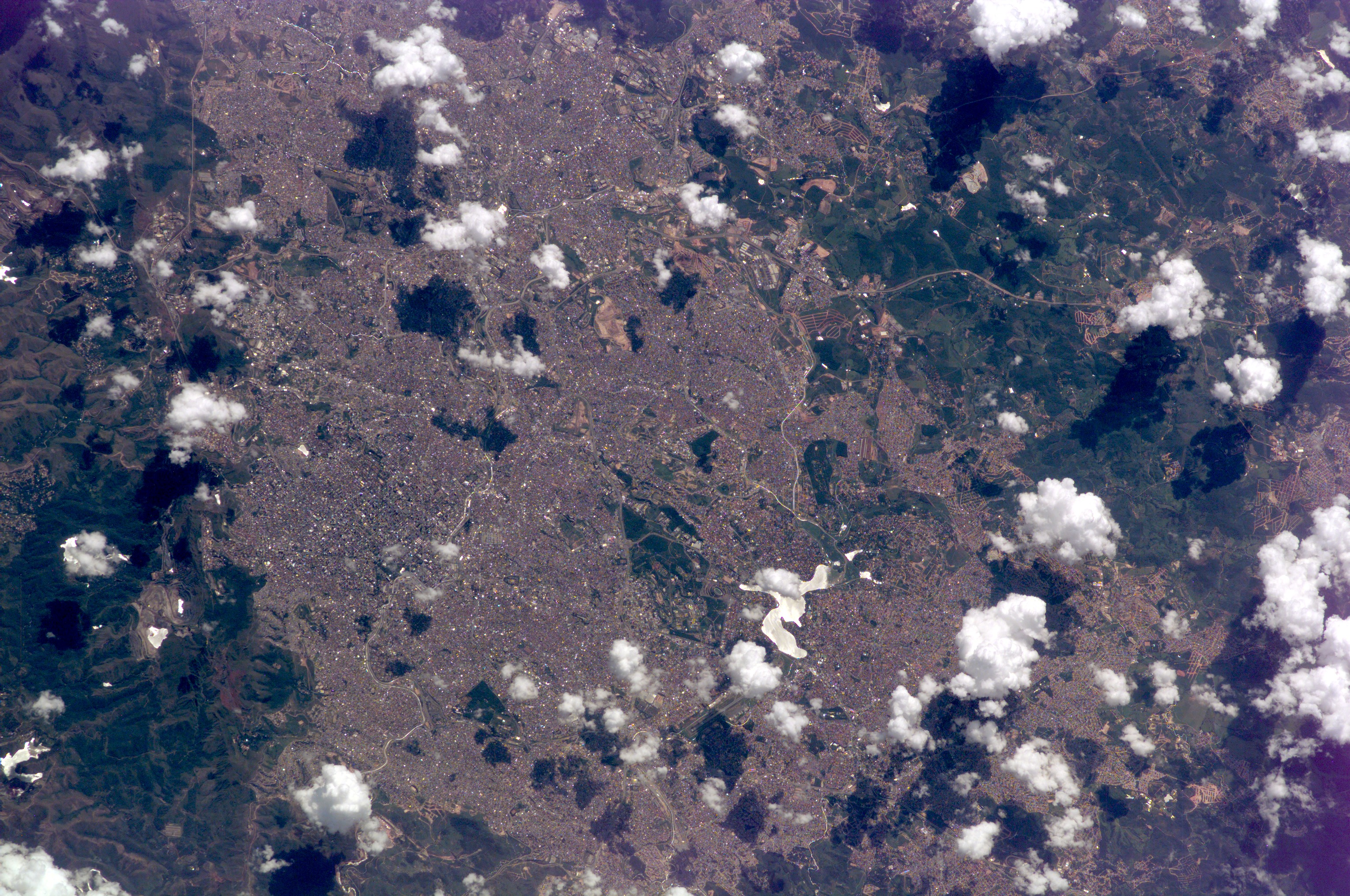
Satellitenbild
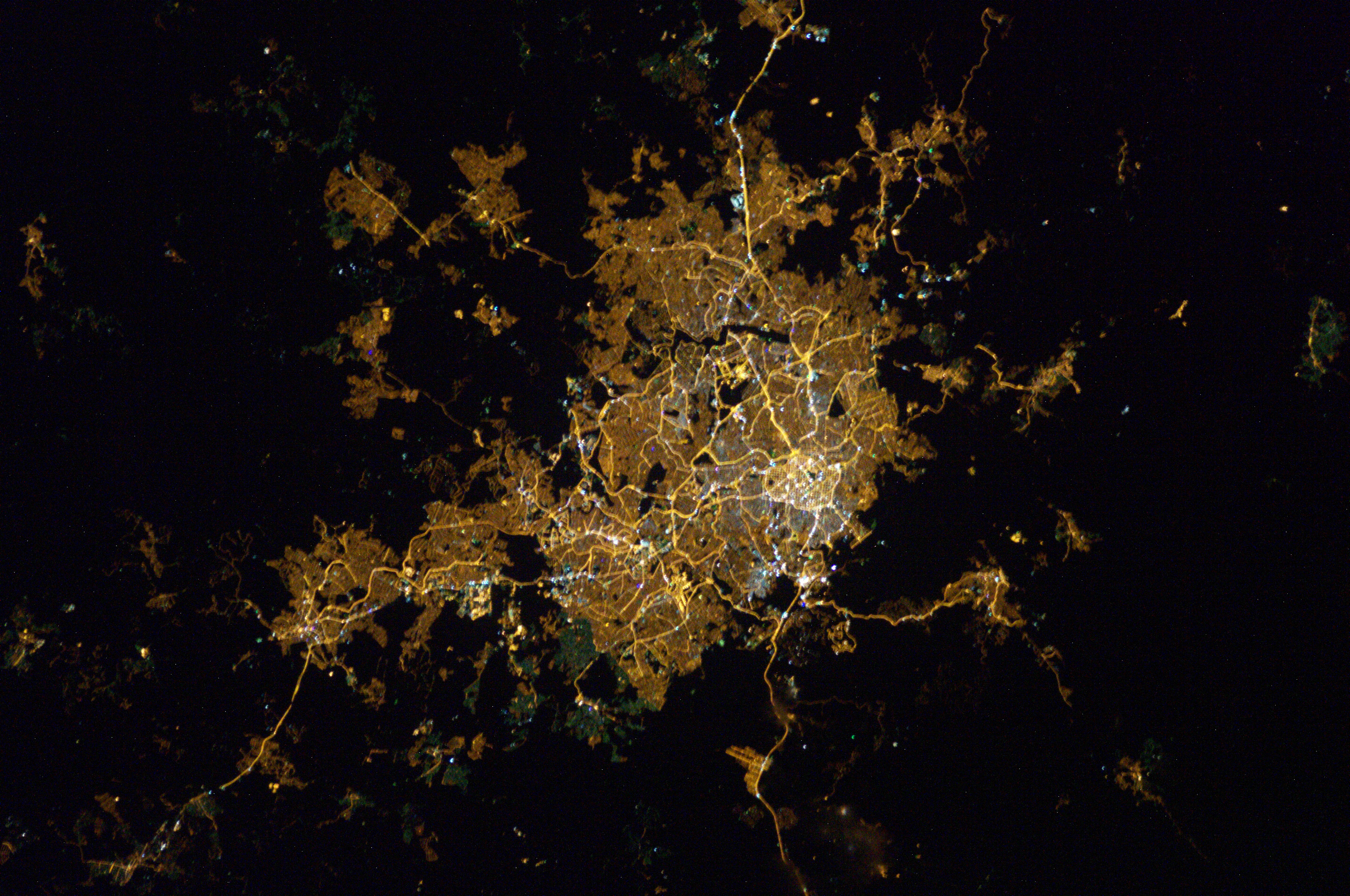
Satellitenbild bei Nacht
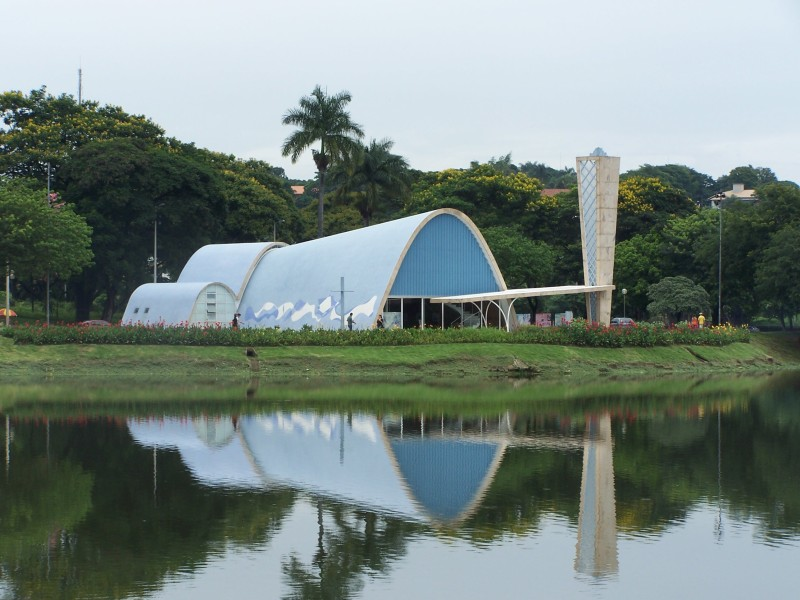
Franziskuskirche im Stadtteil Pampulha

## Sport
Der Clube Atlético Mineiro („Galo“ oder im deutschsprachigen Raum „Atlético Mineiro“) spielt in der Serie A, der höchsten Spielklasse im brasilianischen Fußball, genauso wie Cruzeiro EC (deutschsprachig: „Cruzeiro Belo Horizonte“). Ferner spielen die Damen- und Herrenmannschaften des Minas Tenis Clube Volleyball in der brasilianischen Superliga.
Sportgeschichte schrieb die Stadt mit dem „Mineiraço“ im Estádio Governador Magalhães Pinto am 8. Juli 2014, dem Halbfinalspiel der Fußball-Weltmeisterschaft 2014, bei dem die deutsche Nationalmannschaft gegen die brasilianische antrat und 7:1 gewann.
Ein Handfederballspiel Peteca wird seit 1940 von zahlreichen Hinterhofmannschaften als Feldsport gespielt. In Deutschland ist das auf die Ureinwohner Brasiliens zurückgehende Rückschlagspiel unter dem Handelsnamen Indiaca bekannt.

## Klimatabelle
|                       | Jan  | Feb  | Mär  | Apr  | Mai  | Jun  | Jul  | Aug  | Sep  | Okt  | Nov  | Dez  |   |      |
| Mittl. Tagesmax. (°C) | 28,2 | 28,8 | 28,6 | 27,5 | 26,0 | 25,0 | 24,6 | 26,5 | 27,2 | 27,7 | 27,5 | 27,3 | ⌀ | 27,1 |
| Mittl. Tagesmin. (°C) | 18,8 | 19,0 | 18,8 | 17,3 | 15,0 | 13,4 | 13,1 | 14,4 | 16,2 | 17,5 | 18,2 | 18,4 | ⌀ | 16,7 |
|                       |      |      |      |      |      |      |      |      |      |      |      |      |   |      |
| Niederschlag (mm)     | 296  | 188  | 163  | 61   | 28   | 14   | 16   | 14   | 41   | 123  | 228  | 319  | Σ | 1491 |
|                       |      |      |      |      |      |      |      |      |      |      |      |      |   |      |
| Sonnenstunden (h/d)   | 6,1  | 6,9  | 6,9  | 7,6  | 7,6  | 8,0  | 8,3  | 8,2  | 7,0  | 6,1  | 6,1  | 5,3  | ⌀ | 7    |
|                       |      |      |      |      |      |      |      |      |      |      |      |      |   |      |
| Regentage (d)         | 15   | 10   | 12   | 6    | 5    | 2    | 2    | 2    | 5    | 10   | 15   | 18   | Σ | 102  |
|                       |      |      |      |      |      |      |      |      |      |      |      |      |   |      |
| Luftfeuchtigkeit (%)  | 79   | 75   | 75   | 74   | 73   | 71   | 69   | 64   | 65   | 70   | 74   | 78   | ⌀ | 72,2 |

| 18,8 |

| 19,0 |

| 18,8 |

| 17,3 |

| 15,0 |

| 13,4 |

| 13,1 |

| 14,4 |

| 16,2 |

| 17,5 |

| 18,2 |

| 18,4 |

| 18,8 |

| 19,0 |

| 18,8 |

| 17,3 |

| 15,0 |

| 13,4 |

| 13,1 |

| 14,4 |

| 16,2 |

| 17,5 |

| 18,2 |

| 18,4 |

| N i e d e r s c h l a g | 296 | 188 | 163 | 61  | 28  | 14  | 16  | 14  | 41  | 123 | 228 | 319 |
|                         | Jan | Feb | Mär | Apr | Mai | Jun | Jul | Aug | Sep | Okt | Nov | Dez |

## Städtepartnerschaften
Partnerstädte von Belo Horizonte sind
| - Austin, USA, seit 1965 - Luanda, Angola, seit 1968 - Zahlé, Libanon, seit 1974 - Granada, Spanien, seit 1975 - Porto, Portugal, seit 1986 - Minsk, Belarus, seit 1987 - Havanna, Kuba, seit 1995 - Nanjing, Volksrepublik China, seit 1996 - Bethlehem, Palästinensische Autonomiegebiete, seit 2001 | - Homs, Syrien, seit 2001 - Masaya, Nicaragua, seit 2002 - Tripolis, Libyen, seit 2003 - Fort Lauderdale (Florida), USA, seit 2003 - Tegucigalpa, Honduras, seit 2004 - Cuenca, Ecuador, seit 2004 - Newark (New Jersey), USA, seit 2006 - Lagos, Nigeria, seit 2011 |

Abkommen über bilaterale Zusammenarbeit bestehen mit
- Windhoek, Namibia
- Mailand, Italien
- Mexiko-Stadt, Mexiko
- Düsseldorf, Deutschland

## Söhne und Töchter der Stadt
Zu den bekanntesten Persönlichkeiten aus Belo Horizonte gehört die ehemalige Präsidentin Brasiliens Dilma Rousseff. Im deutschsprachigen Raum ist vor allem die Tänzerin und Jurorin der achten DSDS-Staffel Fernanda Brandão bekannt, die ebenfalls in Belo Horizonte geboren wurde.